# Кронберг, Карл Карлович
Карл Ка́рлович Кро́нберг (? — 1906, Москва) — российский предприниматель немецкого происхождения. Основатель пивомедоваренного завода «Елецкая Бавария» в Ельце.

## Биография
Карл Кронберг по происхождению прибалтийский немец, лютеранин.
В 1870-х Кронберг купил в Ельце на Литейной улице у наследников купца Горшкова основанный Горшковым в 1864 году пивоваренный завод, находивший неподалеку от чугунолитейного завода (в настоящее время завод «Гидропривод»). Затем перенёс основной корпус предприятия на берег реки Быстрая Сосна близ Конного моста (ныне Каракумовский мост) и переназвал пивомедоваренный завод «Елецкой Баварией». Помимо различных марок пива («Баварское», «Венское», «Богемское Пльзеньское», «Английское», «Чернорусское», «Бархатное», «Мартовское» и др.) завод выпускал медовый напиток «Мёд варёный первого сорта», а также фруктовые и ягодные воды. Основой высокого качества продукции завода была местная вода. Пивоваренный завод существует по сей день; в советское время выпускал выделявшийся своим качеством местный вариант пива «Жигулёвское».
Рядом с заводским корпусом на Литейной улице Кронберг построил кирху, в которой в советское время находился пивбар «Ладья». В настоящее время полностью перестроенное и неузнаваемое здание кирхи используется как магазин стройматериалов.
Карл Кронберг умер в 1906 году в Москве от воспаления желчных протоков. По неподтверждённым данным, похоронен в Ельце на немецком участке старого елецкого кладбища. Пивомедоваренный завод «Елецкая Бавария» после смерти Кронберга перешёл по наследству его вдове — купчихе Марье Егоровне Кронберг.